# ISO 3166-2:BL

ISO 3166-2:BL

Kódy ISO 3166-2 pro Svatého Bartoloměje neidentifikují žádné regiony (stav v roce 2015).